# Планетарная защита

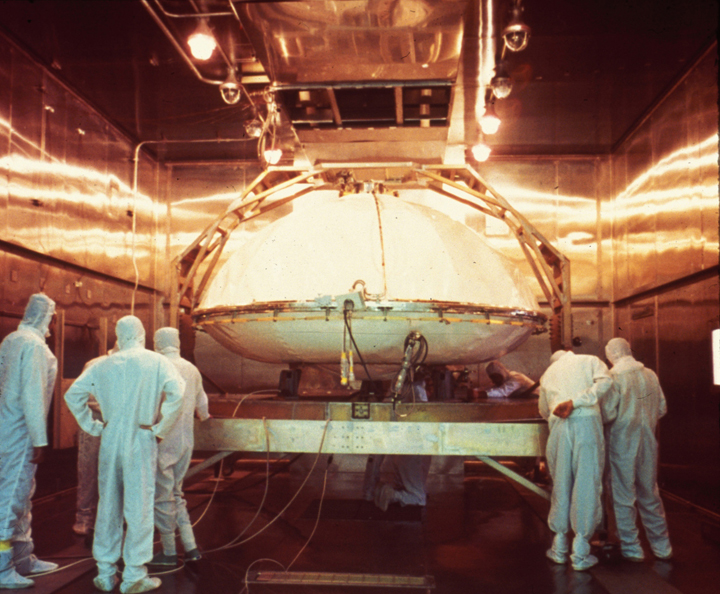
Спускаемый аппарат Викинг-1 готовится к сухой тепловой стерилизации на Земле — это по-прежнему «Золотой стандарт» среди способов предотвращения техногенной панспермии.

Планетарная защита является руководящим принципом при разработке любой межпланетной миссии. Целью является предотвращение биологического загрязнения как целевого небесного тела, так и Земли. Планетарная защита связана прежде всего с неизвестным характером космической среды, а также желанием научного сообщества сохранить первозданную природу небесных тел, пока они не будут изучены в деталях.
Выделяют два типа межпланетного загрязнения:
1) Техногенная панспермия путём передачи жизнеспособных организмов с Земли на другое небесное тело. Основной целью планетарной защиты в этом случае является сохранение первозданных природных процессов, предотвращение попадания организмов с Земли.
2) Обратное загрязнение путём передачи внеземных организмов, если таковые существуют, в биосферу Земли. Здесь главной целью планетарной защиты является недопущение распространения в биосфере чужеродных организмов.

## История
Проблема потенциального загрязнения Луны и планет была впервые поднята в рамках VII конгресса Международной астронавтической федерации в Риме в 1956 году.
В 1958 году Национальная академия наук США (англ. U.S. National Academy of Sciences) первой приняла резолюцию, в которой призвала планировать лунные и планетные исследовательские миссии с большой осторожностью, с тем, чтобы не сделать последующие исследования других небесных тел по поиску внеземной жизни невозможными из-за земных организмов, которые могли бы быть занесены на них в ходе исследований.
Это привело к созданию комитета по загрязнению внеземными исследованиями (англ. Committee on Contamination by Extraterrestrial Exploration) который в течение года выступил с рядом рекомендаций по стерилизации космических аппаратов. В самой организации придерживались мнения, что стерилизация является временной мерой, а Марс и Венера должны оставаться не загрязнёнными только до момента их исследования пилотируемыми космическими аппаратами.
В 1959 году функции обеспечения планетарной защиты были переданы комиссии по исследованию космического пространства (англ. Committee on Space Research) или КОСПАР (англ. COSPAR). В 1964 году КОСПАР было издано распоряжение № 26:

…подтверждаем, что поиск внеземной жизни является важной задачей космических исследований, что планета Марс является единственным местом, доступным для проведения этого поиска в обозримом будущем, что загрязнение планеты может значительно осложнить процесс поиска или даже сделать его невозможным. Поэтому необходимо принять все практические шаги для предотвращения техногенной панспермии до тех пор, пока эти поиски не дадут удовлетворительного результата. Сотрудничество в планировании миссий и поиске надлежащих методов стерилизации, чтобы избежать такого загрязнения, необходимо со стороны всех государств принимающих участие в таких исследованиях.
Оригинальный текст (англ.)...affirms that the search for extraterrestrial life is an important objective of space research, that the planet of Mars may offer the only feasible opportunity to conduct this search during the foreseeable future, that contamination of this planet would make such a search far more difficult and possibly even prevent for all time an unequivocal result, that all practical steps should be taken to ensure that Mars be not biologically contaminated until such time as this search can have been satisfactorily carried out, and that cooperation in proper scheduling of experiments and use of adequate spacecraft sterilization techniques is required on the part of all deep space probe launching authorities to avoid such contamination.

### Договор о космосе
Страны, подписавшие и ратифицировавшие договор Страны, которые только подписали договор Страны, которые не подписали договор

Договор о космосе — межправительственный документ, являющийся основой международного космического права. Подписывая договор, государства обязались следовать принципу планетарной защиты.
Страны, подписавшие и ратифицировавшие договор
Страны, которые только подписали договор
Страны, которые не подписали договор

27 января 1967 года ведущие космические державы подписали договор о принципах деятельности государств по исследованию и использованию космического пространства, включая Луну и другие небесные тела. В том же году США, СССР и Великобритания ратифицировали этот договор, создав правовую основу для планетарной защиты, принцип которой описан в статье IX этого договора:

Статья IX: … Государства-участники Договора о космосе осуществляют изучение и исследование космического пространства, включая Луну и другие небесные тела и ведут исследования на их поверхности таким образом, чтобы избежать техногенной панспермии, а также неблагоприятных изменений в биосфере Земли вследствие обратного загрязнения. В случае необходимости, принимаются необходимые меры для этих целей…
Оригинальный текст (англ.)Article IX: ... States Parties to the Treaty shall pursue studies of outer space, including the Moon and other celestial bodies, and conduct exploration of them so as to avoid their harmful contamination and also adverse changes in the environment of the Earth resulting from the introduction of extraterrestrial matter and, where necessary, shall adopt appropriate measures for this purpose...

По состоянию на октябрь 2011 года 100 стран являются государствами-участниками договора, а ещё 26 подписали договор, но не завершили ратификацию. В их числе все космические державы, а также государства стремящиеся приобрести этот статус.
Основой для сегодняшних космических исследований является принцип:

Любых загрязнений, которые могут причинить ущерб исследовательским программам государства участника, следует избегать.
Оригинальный текст (англ.)Any contaminants that can damage the research programs of the State party should be avoided.

Политика НАСА (англ. NASA) на сегодняшний день направлена на неукоснительное выполнение этого основополагающего принципа.

## КОСПАР: Рекомендации и категории
Комитет по исследованию космического пространства собирается раз в два года, в составе 2—3 тысяч учёных. Одной из задач комитета является создание рекомендаций, направленных на предотвращение межпланетных загрязнений. Правовой основой является статья IX Договора о космосе (см. выше подробно).
Рекомендации, которые даёт КОСПАР, зависят от типа миссии и уровня изученности целевого небесного тела. КОСПАР классифицирует все миссии в 5 основных категорий:
- Категория I : Любая миссия в места, не представляющие непосредственного интереса для исследования химической эволюции и/или происхождения жизни. К таким местам относят, например, Солнце или Меркурий[14].
- Категория II : Любая миссия в места, представляющие непосредственный интерес для исследования химической эволюции и/или происхождения жизни. При этом риск того, что загрязнение с аппарата может поставить под угрозу исследование, крайне мал. Например: Луна, Венера или кометы. Требуется лишь документация целей миссии. По завершении миссии требуется задокументировать любое непреднамеренное воздействия, если таковое имело место[14].

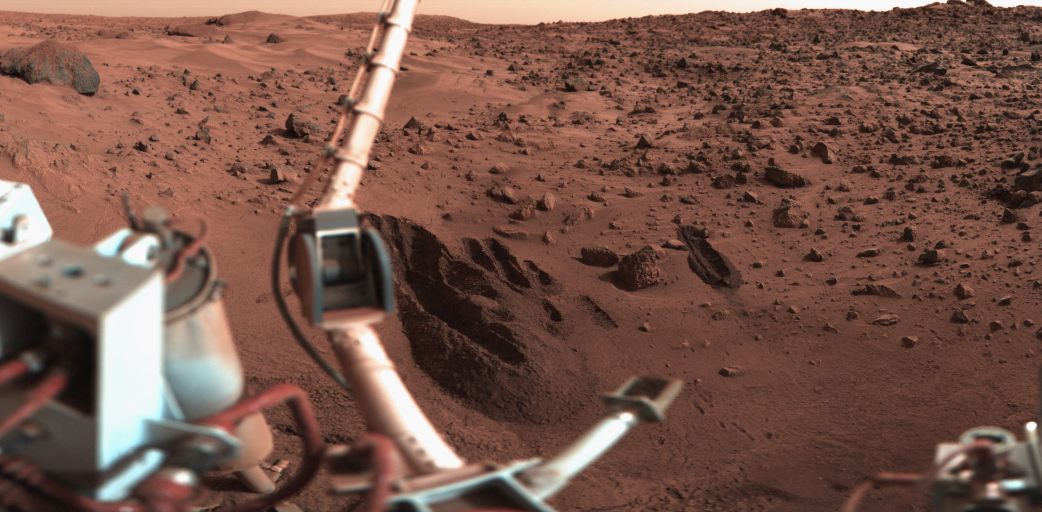
Спускаемый аппарат Викинг-1 в контакте с марсианским грунтом (траншея левее центра вырыта грунтозаборником)

- Спускаемый аппарат Викинг-1 в контакте с марсианским грунтом (траншея левее центра вырыта грунтозаборником)Категория III : Миссия с пролётной траекторией или выход на орбиту в местах, представляющих непосредственный интерес для исследования химической эволюции и/или происхождения жизни. При этом риск того, что загрязнение с аппарата может поставить под угрозу исследование, чрезвычайно высок. К таким местам относятся: Марс, Европа, Энцелад. Требуется более серьёзная оценка потенциально возможного воздействия, чем в случае с миссиями категории II. К каждой конкретной миссии могут предъявляться дополнительные требования, такие как: расчёт траектории смещения, чистое сборочное помещение, снижение биологической нагрузки[14].
- Категория IV : Миссия с использованием зонда, спускаемого аппарата и/или планетохода в местах, представляющих непосредственный интерес для исследования химической эволюции и/или происхождения жизни. Как правило, как и в случае с миссиями категории III, к каждой конкретной миссии выдвигаются определённые требования. Так, например, полная стерилизация может потребоваться для зонда, спускаемого аппарата и/или планетохода, если миссия включает в себя поиск внеземной жизни. Также если в ходе миссии планируется посадка или перемещения в регионе, где наземные микроорганизмы могут выжить и развиваться, или где могут присутствовать местные формы жизни. Для остальных зондов, спускаемых аппаратов и/или планетоходов требуется лишь частичная стерилизация[15].
  - Миссии категории IV подразделяются дополнительно[13]:
    - Категория IVa : зонд, спускамый аппарат или планетоход, в цели которого не входит поиск марсианской жизни. Уровень биологической нагрузки не более 300 микроорганизмов на 1 квадратный метр (но не более 30 тыс. микроорганизмов на весь аппарат).

  - Категория IVb : зонд, спускаемый аппарат или планетоход, в цели которого входит поиск жизни. Добавляются дополнительные требования для предотвращения загрязнения образцов.
  - Категория IVc : при наличии у зонда, спускаемого аппарата или планетохода целей в специальных областях Марса (см. ниже подробно), весь аппарат должен быть подвергнут стерилизации с остаточной биологической нагрузкой не более 30 микроорганизмов.
- Категория V : Отдельная категория, регулирующая миссии, в ходе которых планируется возврат образцов с небесных тел на Землю. Подразделяется на:
  - Категория V (неограниченный возврат) : Образцы из мест, где в представлении современной науки нет жизни. Возможность обратного загрязнения ничтожно мала. Никаких особых требований не предъявляется.
  - Категория V (ограниченный возврат) : В случаях, когда современная наука не может гарантировать отсутствие жизни на целевом небесном теле, выдвигаются дополнительные требования, такие как помещение в карантин образцов, а также любого аппаратного обеспечения, принимавшего участие в миссии.

### Специальные области Марса
Специальные области Марса — выделенные КОСПАР области Марса, в которых могут легко выжить и распространиться земные организмы, а также велик потенциал существования марсианских форм жизни. К таким местам относятся области, в которых периодически образуется жидкая вода, а также другие благоприятные места для развития жизни, исходя из современного понимания требований к её развитию.
В случае работы в этих областях, зонд, спускаемый аппарат и/или планетоход должны быть подвергнуты полной стерилизации для соответствия категории IVc.

## Целевые категории
Наиболее изученные цели космических миссий легко поддаются классификации и получают соответствующие категории. Другие получают предварительные категории до появления большего количества данных.

### Категория I
Не представляют непосредственный интерес для понимания процессов химической эволюции и/или происхождения жизни
Оригинальный текст (англ.)Not of direct interest for understanding the process of chemical evolution or the origin of life

- Ио, Солнце, Меркурий и неидифференцированные метаморфизованные астероиды.

### Категория II
…где есть лишь небольшой вероятность, что загрязнение космическими аппаратами может поставить под угрозу будущие исследования. В этом случае небольшой вероятность обусловлена отсутствием на небесном теле мест благоприятных для размножения земных организмов и/или очень низкую вероятность передачи их туда.
Оригинальный текст (англ.)… where there is only a remote chance that contamination carried by a spacecraft could jeopardize future exploration”. In this case we define “remote chance” as “the absence of niches (places where terrestrial microorganisms could proliferate) and/or a very low likelihood of transfer to those places.

- Каллисто, кометы, астероиды категории P, D и C, Венера, объекты пояса койпера (ОПК) (меньше 1/2 размера Плутона)

### Предварительная категория II
- Ганимед, Титан, Тритон, система Плутон-Харон, Церера, крупные ОПК (больше 1/2 размера Плутона)

К объектам предварительной категории II выдвигаются требования, аналогичные требованиям основной категории. Для уточнения категории каждого из объектов, отнесённых в предварительную категорию II, требуются дальнейшие исследования.

### Категория III/IV
…где есть серьёзная вероятность, что загрязнение космическими аппаратами может поставить под угрозу будущие исследования. В этом случае серьёзная вероятность обусловлена наличием на небесном теле мест благоприятных для размножения земных организмов и/или очень высокую вероятность передачи их туда.
Оригинальный текст (англ.)… where there is only a remote chance that contamination carried by a spacecraft could jeopardize future exploration”. In this case we define “remote chance” as “the absence of niches (places where terrestrial microorganisms could proliferate) and/or a very low likelihood of transfer to those places.

- Марс, из-за возможности поверхностной обитаемости
- Европа, из-за возможной обитаемости подповерхностного океана
- Энцелад, из-за обнаруженных водных гейзеров

### Категория V
Неограниченный возврат V: «Миссии с возвратом на Землю из мест, по мнению научного сообщества не имеющих коренных форм жизни»
Оригинальный текст (англ.)Unrestricted Category V: “Earth-return missions from bodies deemed by scientific opinion to have no indigenous life forms.”

Ограниченный возврат V: «Миссии с возвратом на Землю из мест, по мнению научного сообщества имеющих интерес для изучения биохимической эволюции и/или происхождения жизни.»
Оригинальный текст (англ.)Restricted Category V: "Earth-return missions from bodies deemed by scientific opinion to be of significant interest to the process of chemical evolution and/or the origin of life."

- Неограниченный возврат: Луна, Венера
- Ограниченный возврат: Марс, Европа, Энцелад

### Другие объекты
При отсутствии следов активности небесного тела в течение 3 млрд лет, или отсутствии вероятности повреждения поверхности небесного тела воздействием с Земли, целевое тело относится к категории I. В противном случае категория может быть пересмотрена.

## Уравнение Коулмана-Сагана
Цель нынешних требований КОСПАР — снижение уровня биологической нагрузки АМС или пилотируемых аппарата до приемлемого уровня, в соответствии с категорией целевого небесного тела. Приемлемым считается вероятность межпланетного загрязнения в 0,1 %. Вероятность, как правило, рассчитывается путём перемножения количества микроорганизмов на космическом корабле, вероятности распространения их на целевом небесном теле, а также некоторых других факторов, связанных с возможным сокращением биологической нагрузки за время миссии.
Для расчётов используется уравнение Коулман-Сагана.
{\displaystyle P_{c}=N_{0}RP_{S}P_{t}P_{R}P_{g}}.
где:
{\displaystyle N_{0}} = Изначальное количество микроорганизмов на космическом корабле.
{\displaystyle R} = Уменьшений из-за условий на космическом корабле до и после запуска.
{\displaystyle P_{S}} = Вероятность того, что микроорганизмы с космического корабля попадут на поверхность целевого небесного тела.
{\displaystyle P_{t}} = Вероятность того, что космический аппарат окажется на поверхности целевого небесного тела — 1 для спускаемых аппаратов.
{\displaystyle P_{R}} = Вероятность того, что микроорганизмы попадут в окружающую среду. На Земле, как правило, значение равно 1.
{\displaystyle P_{g}} = Вероятность роста на целевом небесном теле. Для водных целей значение всегда 1.
Тогда требование для {\displaystyle P_{c}<10^{-4}}
Значение {\displaystyle 10^{-4}} было выбрано Саганом и др., несколько произвольно. Коулман и Саган предположили, что в ходе экзобиологических исследований Марса, до начала колонизации людьми, будет отправлено более 60 миссий на поверхность и не менее 30 на орбиту планеты. При таком количестве миссий, для сохранения вероятности межпланетного загрязнения на уровне не более 0,1 %, уровень биологической нагрузки, по их мнению, не должен был превышать это значение.

### Критика
Уравнение Коулмана—Сагана было подвергнуто критике, поскольку отдельные параметры часто известны не точнее приблизительной величины. Например толщина поверхностного льда Европы, которая доподлинно неизвестна. Лёд может быть тонким в некоторых местах, что может привнести высокий уровень неопределённости в уравнение.
Кроме того, большое количество критики было высказано из-за допущения о конце периода защиты и последующего освоения небесного тела человеком. В случае с той же Европой, это будет проблемно, так как потребует защиты от загрязнения с достаточной вероятностью на протяжении долго времени.
Ричард Гринберг предложил альтернативу — использовать стандарт естественного загрязнения. Идея заключается в том, что человеческие миссии к Европе не должны иметь больший шанс загрязнения целевого тела, чем шанс загрязнения этого тела метеоритами с Земли, естественным процессом.

Вероятность межпланетного загрязнения земными микробами в результате человеческой деятельности значительно меньше, чем вероятность того, что такое загрязнение происходит естественно, экзобиологические исследования, по нашему мнению, не могут причинять вреда. Мы называем эту концепцию стандарт естественного загрязнения.
Оригинальный текст (англ.)As long as the probability of people infecting other planets with terrestrial microbes is substantially smaller than the probability that such contamination happens naturally, exploration activities would, in our view, be doing no harm. We call this concept the natural contamination standard.

Другой подход к миссиям на Европу подразумевает использование бинарных деревьев, за использование которых выступает Комитет по стандартам планетарной защиты для ледяных тел в Солнечной системе, существующий под эгидой Совета космических исследований. В этом случае процесс занимает семь шагов, и приводит к окончательному решения вопроса о целесообразности отправки миссии.

Рекомендация: Подходы к достижению планетарной защиты не должны полагаться на умножение оценок биологической нагрузки для расчета вероятности заражения тел Солнечной системы земными организмами, если научные данные однозначно не определяют значения, статистическую вариацию и взаимную независимость каждого из факторов, используемых в уравнение.
Рекомендация: Подходы к достижению планетарной защиты для миссий к ледяным телам Солнечной системы должны использовать серию бинарных решений, которые учитывают каждый фактор, чтобы определить соответствующий уровень использования процедур планетарной защиты.
Оригинальный текст (англ.)Recommendation: Approaches to achieving planetary protection should not rely on the multiplication of bioload estimates and probabilities to calculate the likelihood of contaminating Solar System bodies with terrestrial organisms unless scientific data unequivocally define the values, statistical variation, and mutual independence of every factor used in the equation.
Recommendation: Approaches to achieving planetary protection for missions to icy Solar System bodies should employ a series of binary decisions that consider one factor at a time to determine the appropriate level of planetary protection procedures to use.